# Karen Awetowitsch Ter-Martirosjan

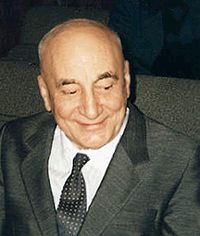
Karen Awetowitsch Ter-Martirosjan

Karen Awetowitsch Ter-Martirosjan (russisch Карен Аветович Тер-Мартиросян, armenisch Կարեն Ավետիքի Տեր-Մարտիրոսյան, englische Transkription Karen Avetovich Ter-Martirosyan; * 28. September 1922 in Tiflis; † 19. November 2005 in Moskau) war ein sowjetischer theoretischer Physiker armenischer Abstammung, der sich mit Elementarteilchenphysik beschäftigte.
Ter-Martirosjan studierte Physik an der Staatlichen Universität in Tiflis mit dem Abschluss 1943. Danach unterrichtete er zwei Jahre Physik am Eisenbahninstitut in Tiflis. Anschließend studierte er weiter am Physikalisch-Technischen Institut in Leningrad, wo er bei Jakow Frenkel promoviert wurde und danach in der Theorie-Abteilung war (damals war auch Lew Landau ein Kollege). 1955 ging er nach Moskau ans ITEP, wo er in der Theorie-Gruppe von Isaak Pomerantschuk war. 1957 wurde er dort habilitiert (russischer Doktortitel). Ter-Martirosjan blieb am ITEP, wo er das Labor für Hadron-Physik gründete und erster Professor für Elementarteilchenphysik am Moskauer Institut für Physik und Technologie war.
1952 entwickelte er die Theorie der Coulomb-Anregung von Kernen (die experimentell viel für das Studium deformierter Kerne benutzt wurde) mit Hilfe Semiklassischer Näherung und um die gleiche Zeit (1952 bis 1956) löste er das quantenmechanische Dreiteilchenproblem für Punktwechselwirkungen, was in den 1960er Jahren von Ludwig Faddejew ausgebaut wurde. In den 1960er Jahren befasste er sich mit Regge-Theorie für Hochenergie-Streuprozesse und der Zunahme des Wechselwirkungsquerschnitts in Prozessen der starken Wechselwirkung bei hohen Energien. Diese Phänomene untersuchte er auch später im Rahmen der Anfang der 1970er Jahre entwickelten Quantenchromodynamik. In den 1980er Jahren entwickelte er mit A. B. Kaidalov ein Modell der Erzeugung und des Zerfalls von Quark-Gluon-Strings für Teilchenerzeugungsphänomene bei Hadron-Hadron- und Hadron-Kern-Stößen hoher Energie. Zuletzt beschäftigte er sich mit B-Mesonen, Erweiterungen des Standardmodells und Neutrinophysik.
Zu seinen Schülern zählen Alexander Poljakow, Wladimir Gribow, Alexander Samolodtschikow, Arkadi Migdal.
1999 erhielt er den Pomerantschuk-Preis und 2000 wurde er korrespondierendes Mitglied der Russischen Akademie der Wissenschaften.

## Schriften
- mit M. Voloshin Theory of gauge interactions of elementary particles, 1984 (russisch)